# Budd Company
La Compañía Budd o Budd Company (posteriormente ThyssenKrupp Budd) fue un fabricante de laminados siderúrgicos, uno de los principales proveedores de partes metálicas para la industria automovilística. La sede de la compañía, originalmente en Filadelfia, se trasladó en 1972 a Troy, Míchigan. Fundada en 1912 por Edward G. Budd, el prestigio de la empresa se consolidó gracias a la invención de la técnica de la soldadura de choque, que permite unir piezas de acero inoxidable sin dañar sus propiedades anti-corrosión.

## Pionero automovilístico

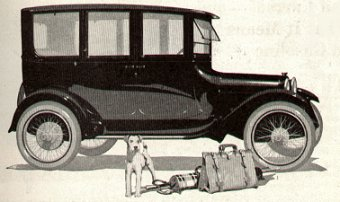
Dodge de 1920, con carrocería totalmente de acero

En 1916, Budd construyó una de las primeras carrocerías totalmente de acero para Dodge. La compañía era titular de intereses en distintas empresas, como la Pressed Steel Company de Cowley (Inglaterra), que construía carrocerías para Morris Motors; y como la Ambi-Budd (Alemania), que suministraba a Adler, Audi, BMW, NAG y Wanderer; y llegó a acuerdos con Bliss (que construyó carrocerías para Citroën y la Ford de Dagenham, Inglaterra). La Compañía Budd también creó el primer camión con llantas de "seguridad" formadas por dos piezas, usadas profusamente en la Segunda Guerra Mundial, y también construyó carrocerías de camiones de carga para los organismos militares de los Estados Unidos.

## Una leyenda ferroviaria

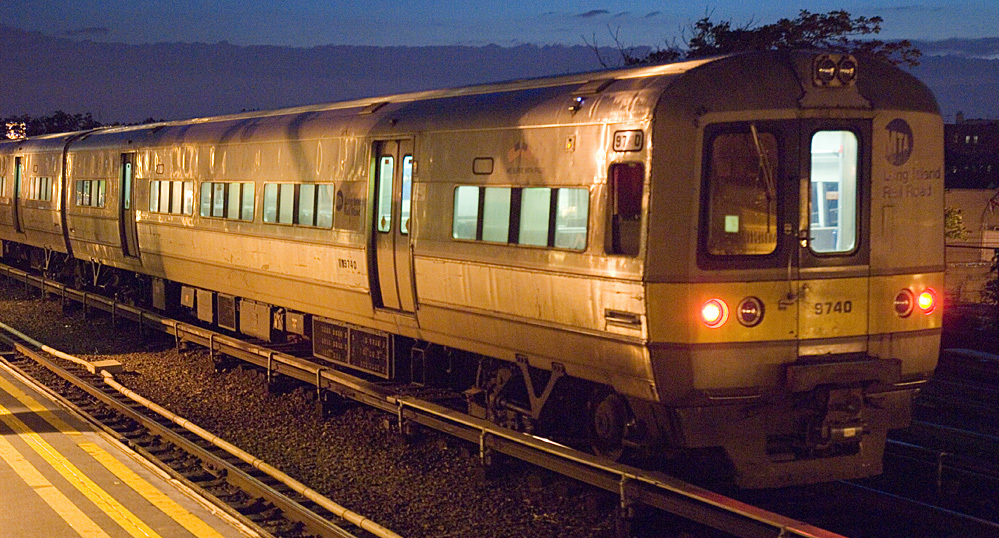
Un Tren Budd M1 del Ferrocarril de Long Island diseñado y construido por Budd

Desde la década de 1930 hasta 1989, la Budd Company fue un fabricante líder de material rodante ferroviario, caracterizado por sus líneas fluidas y por el color plateado de sus coches de acero inoxidable visto. Tras una breve e infructuosa alianza con Michelin, en un intento de introducir en los Estados Unidos la tecnología del ferrocarril sobre neumáticos desarrollada por la compañía francesa, Budd construyó el novedoso Pioneer Zephyr para el Ferrocarril de Chicago, Burlington y Quincy en 1934, así como cientos de vagones de acero inoxidable para los nuevos trenes de pasajeros en los Estados Unidos durante las décadas de 1930 y 1940. En 1949, la compañía construyó diez prototipos de coches modelo R11 de acero inoxidable para la Junta de Transporte de Nueva York, con el fin de utilizarse en la línea de la Segunda Avenida.